# NGC 3907
NGC 3907 (ook: NGC 3907A) is een elliptisch sterrenstelsel in het sterrenbeeld Maagd. Het hemelobject werd op 15 april 1828 ontdekt door de Britse astronoom John Herschel.

## Synoniemen
- KCPG 304B
- UGC 6796
- NPM1G -00.0306
- MCG 0-30-28
- ZWG 12.94
- PGC 36941